# شهرستان ونگوژوو
شهرستان ونگوژوو (به لهستانی: Powiat Węgorzewo) یک شهرستان در لهستان است که در استان وارمی-ماسوری واقع شده‌است. شهرستان ونگوژوو ۶۹۳٫۴۳ کیلومتر مربع مساحت و ۲۳٬۶۴۱ نفر جمعیت دارد.